# 대한민국 형법 제335조
대한민국 형법 제335조는 준강도에 대한 형법각칙의 조문이다.

## 조문
제335조 (준강도) 절도가 재물의 탈환을 항거하거나 체포를 면탈하거나 죄적을 인멸할 목적으로 폭행 또는 협박을 가한 때에는 전2조의 예에 의한다.

第335條(準强盜) 竊盜가 財物의 奪還을 抗拒하거나 逮捕를 免脫하거나 罪跡을 湮滅할 目的으로 暴行 또는 脅迫을 加한 때에는 前2條의 例에 依한다.

## 사례
- 소매치기가 한 철수의 스마트폰을 낚아채서 달아나려고 하다 철수가 이를 알아채고 소매치기를 뒤쫓아오자 소매치기가 주먹을 휘둘러 철수가 다친 경우, 소매치기는 비록 강도는 아니지만 준강도죄의 죄책을 질 수 있다.

## 판례

### 재물의 탈환을 항거할 목적
- 일단 절도가 재물을 자기의 배타적 지배하에 옮긴 뒤 탈취한 재물을 피해자 측으로부터 탈환당하지 않기 위하여 대항하는 것이다.[1].

### 실행착수
- 그 폭행 또는 협박은 절도의 실행에 착수하여 그 실행중이거나 그 실행 직후 또는 실행의 범의를 포기한 직후로서 사회통념상 범죄행위가 완료되지 아니하였다고 인정될 만한 단계에서 행하여짐을 요한다[2]
- 준강도죄의 구성요건인 폭행은 같은 법 제333조의 폭행의 정도와의 균형상 상대방의 반항(항쟁)을 억압할 정도 즉 반항을 억압하는 수단으로서 일반적, 객관적으로 가능하다고 인정하는 정도면 족하다 할 것이고 이는 체포되려는 구체적 상황에 비추어 체포의 공격력을 억압함에 족한 정도의 것인 여부에 따라 결정되어야 할 것이므로 피고인이 옷을 잡히자 체포를 면하려고 충동적으로 저항을 시도하여 잡은 손을 뿌리친 정도의 폭행을 준강도죄로 의율할 수는 없다[3]
- 준강도죄의 구성요건인 폭행, 협박은 일반강도죄와의 균형상 사람의 반항을 억압할 정도의 것임을 요하므로, 일반적, 객관적으로 체포 또는 재물탈환을 하려는 자의 체포의사나 탈환의사를 제압할 정도라고 인정될 만한 폭행, 협박이 있어야만 준강도죄가 성립한다[4]

## 참고문헌
임광주. (2018). 형법 제335조와 제342조의 법정형이 적용되는 다수범죄. 한양법학, 29(3), 159-179.

## 같이 보기
- 준강도
- 강도죄